# バンダイナムコエンターテインメント
株式会社バンダイナムコエンターテインメント（英: Bandai Namco Entertainment Inc.）は、コンシューマーゲームなどのゲームソフトの制作および開発を行う日本の企業。株式会社バンダイナムコホールディングスの完全子会社で、バンダイナムコグループにおける中核企業の一つ。コンピュータエンターテインメント協会正会員。略称は「BNEI」「バンナム」。
旧ナムコを母体としており、2006年3月31日にアミューズメント施設事業を新たに設立したナムコ（後のバンダイナムコアミューズメント）に譲渡し、バンダイのゲーム部門を統合しバンダイナムコゲームス（NAMCO BANDAI Games Inc.→2014年4月1日よりBANDAI NAMCO Games Inc.）に変更、そして2015年4月1日に現社名に変更した。
略称の「バンナム」は、バンダイナムコエンターテインメント発売のゲーム内にも登場している（一例として「ゲームセンターCX 有野の挑戦状2」内の「課長は名探偵」の「バンナムビル」など）。なお、過去にエンターブレインのゲーム雑誌『ファミ通PLAYSTATION+』内コーナーバンダイナムコスポーツにおいて、「バムコ」の名称が用いられていた。

## 概要

2005年から2022年まで使用されていた旧ロゴ

1955年6月1日に中村雅哉が有限会社中村製作所（なかむらせいさくじょ）を設立。1971年に「NAkamura Manufacturing COmpany」の略としてnamcoブランドの使用を開始し、1977年6月1日には社名もナムコと改めた（当時の英語名は「NAMCO LIMITED」）。
2005年6月25日の第50回定時株主総会でナムコとバンダイの経営統合の議案が可決承認され、上場会社としてのナムコは9月29日に幕を下ろし、以降は株式会社バンダイナムコホールディングスの子会社となった。
2006年3月31日、バンダイのゲーム部門を統合し、社名をバンダイナムコゲームス（NAMCO BANDAI Games Inc.）に変更した。バンダイナムコホールディングスにおいてゲーム部門を受け持つ企業としての立場を明確にした。
2008年4月1日、バンプレストのゲーム事業の譲受と共にバンプレストレーベルを新設。
それまではナムコから引き継いだものしかモバイルコンテンツを扱っていなかったが、2009年4月1日にバンダイネットワークスを吸収合併したため、バンダイナムコグループにおけるモバイルコンテンツは完全に自社管轄となった。同日、ナムコ・バンダイ・バンプレストの各レーベルごとの公式サイトと全レーベルの総合サイトの4つに分散していた公式サイトを統合し、「バンダイナムコゲームス公式サイト」としてリニューアルされた。サイト統合後は、全レーベルのタイトルを一貫して掲載しサイトへのレーベル表示も行わなくなった。このため、バンダイとバンプレストの統合前のゲームコンテンツの知的財産権が自社に移行され、それまでのバンダイレーベルのゲームソフトのコマーシャルはバンダイ本体に委託されていたが、それ以降から自社の管轄に移動された。
サイト統合以降もレーベル自体を統合した訳ではなく、パッケージ表面およびゲーム起動時に表示するロゴマークについては、各レーベルのものが使い分けられていた（ゲーム起動時に表示されるロゴマークは、2014年1月現在家庭用ゲームではバンダイナムコゲームスのロゴ、各レーベルのロゴの順。ただし「機動戦士ガンダム 戦場の絆」等の一部アーケード作品ではバンダイナムコゲームスレーベルのみ）。2014年4月1日以降に発売されるソフトについては各レーベル表記を廃し、バンダイナムコゲームスレーベルに完全統合された。
2014年4月1日より英文社名をNAMCO BANDAI Games Inc.からBANDAI NAMCO Games Inc.に変更した。
2015年4月1日に、社名をバンダイナムコゲームスからバンダイナムコエンターテインメント（BANDAI NAMCO Entertainment Inc.）に変更した。
2018年4月1日に、アーケードゲーム事業を同日付でナムコから商号変更したバンダイナムコアミューズメントへ移管し、バンダイナムコエンターテインメントはコンシューマーゲーム、携帯電話コンテンツの開発、販売の開発に専念することになった。
バンダイナムコグループの再編とロゴマークの変更に伴い、2022年4月1日に社名の英文表記とロゴマークが変更された。

## 沿革
- 1955年6月1日 - 有限会社中村製作所として創業。横浜の百貨店の屋上に、木馬2台を設置[10][11]。
- 1959年 - 株式会社に改組。
- 1967年 - 大阪事務所（後の関西支社）を開設[12]。
- 1971年 - namcoブランドの使用を開始。
- 1974年 - アタリジャパン[注 1]を買収、アーケードゲームに進出。
- 1977年6月1日 - 株式会社ナムコに社名変更。
- 1979年 - 日米ゲームメーカーの関係が、これまではナムコとアタリ、またはミッドウェイ（今のミッドウェイゲームズ）とタイトーが親密だったが、各社の事情により『ギャラクシアン』から『パックマン』までは、ナムコとミッドウェイが親密になる。
- 1984年 - MSXパソコン用の『パックマン』を皮切りとした家庭用ゲームソフト用レーベルとして「namcoT（ナムコット）」をスタートさせる（後述）。同年2月には任天堂と提携してファミリーコンピュータにもソフトを供給する[13]。
- 1986年 - イタリアントマトを買収[注 2]。
- 1988年 - 東京証券取引所2部に上場。その後、神奈川県横浜市港北区（現・都筑区）に「横浜未来研究所」を開設（2008年閉鎖）[14]。
- 1991年 - 東京証券取引所1部に上場した。
- 1992年 - ナムコ・ワンダーエッグ開園（テーマパーク事業進出）。
- 1994年 - 神奈川県横浜市神奈川区に「横浜クリエイティブセンター」を開設。
- 1995年 - 家庭用ゲームのレーベルnamcot廃止[注 3]。業務用レーベルのnamcoに統合される。NECがWindows 95に対応した3DアクセラレータチップセットのPC用ボードを開発した。ナムコはボードの性能を活かし3DCGゲームソフトをPCへ移植することとなった。[15]
- 1997年 - 日活に出資、子会社化[注 4]
- 1997年 - パチンコ・パチスロの液晶基板と映像ソフトの制作を始める。
- 2001年 - エニックス、スクウェア、およびセガと業務提携。
- 2005年9月30日 - バンダイと共同持株会社・バンダイナムコホールディングスを設立し、同社の100%子会社になる。
- 2006年3月31日 - バンダイの家庭用ゲーム事業を譲受し、株式会社バンダイナムコゲームスに商号変更。アミューズメント施設運営組織・新規事業部門の一部事業部門を新設会社「株式会社ナムコ」（2代）に移管。「ナムコ」の商号を受け継ぐ。
- 2007年
  - 3月6日 - ソニー・コンピュータエンタテインメントと合弁会社「セリウス」を設立。
  - 5月 - 子会社モノリスソフトの株式80%を任天堂へ譲渡。
  - 6月 - 本社および事業拠点を東京都品川区東品川4-5-15（旧・品川パナソニックビル）に移転。「未来研究所」と命名する（アミューズメント施設運営の〈新〉ナムコは移転せず）。
  - 11月 - 2008年4月1日よりバンプレストのゲーム事業を譲受予定と発表[16]。
- 2008年
  - 4月1日 - バンプレストを吸収合併しゲーム事業を統合、その際にプライズゲーム用景品部門を母体とした新法人「バンプレスト」を設立。
  - 8月6日 - 2009年4月1日を目処にバンダイネットワークスを統合すると発表。
  - 11月 - 携帯電話コンテンツ事業部署を横浜クリエイティブセンターから本社近隣の品川シーサイドパークタワー（バンダイネットワークスの階上）に移転。
- 2009年
  - 2月12日 - ディースリーの完全子会社化を目的とした公開買い付けを開始。
  - 3月24日 - ディースリーを完全子会社化。
  - 4月1日 - バンダイネットワークスを吸収合併、同日よりバンダイ・ナムコ・バンプレストの各レーベルおよび総合サイトの4つに分散していた公式サイトを統合、「バンダイナムコゲームス公式サイト」としてリニューアル。石川祝男のバンダイナムコホールディングス社長就任に伴い、鵜之澤伸が社長に就任。
  - 10月1日 - インターネットを利用したオンラインゲームその他ソフトウェア、サービスの企画・開発・運営の子会社として、株式会社バンダイナムコオンラインを設立。
- 2010年
  - 2月18日 - 制作ユニット毎に売上責任を負わせることを発表。
  - 4月1日 - 統合後初のグループ連結赤字350億円の大半がゲーム部門であったため、鵜之澤が責任を取り副社長に降格。石川が出戻り、バンダイナムコホールディングス社長と兼務する。ディースリーが新ディースリー・パブリッシャーとして再編しバンダイナムコホールディングス傘下に。
- 2011年
  - 3月14日 - 東北地方太平洋沖地震を受け、バンダイナムコグループとして1億円とグループ社員からの募金を義援金として寄付すると発表。
  - 4月1日 - 子会社のベックとバンプレソフトを統合、新会社名をB.B.スタジオとする。
  - DeNAの共同出資の「BDNA」（後にBNDeNA）を設立する[17]。
- 2012年
  - 1月1日 - ナムコ・テイルズスタジオを吸収合併。
  - 2月29日 - セリウスを解散。
  - 4月2日 - 開発部門（約1000人）を新会社「バンダイナムコスタジオ」に分社。
- 2014年
  - 3月31日 - BNDeNAを解散。
  - 4月1日 - 英文社名を「NAMCO BANDAI Games Inc.」から「BANDAI NAMCO Games Inc.」に変更。
- 2015年4月1日 - 株式会社バンダイナムコエンターテインメントに商号変更。
- 2016年
  - 2月2日 - 本社を東京都港区芝5丁目37-8（バンダイナムコ未来研究所〈住友不動産三田ビル〉）へ移転[18]。
  - 2月29日 - 関西支社を閉鎖。関西支社で行っていた業務は同年3月1日付で本社やテクニカルセンターへ移管[12]。
  - 10月17日 - テクニカルセンターを東京都品川区勝島から神奈川県横浜市神奈川区へ移転[19]。
- 2017年
  - 1月22日 - 中村雅哉（バンダイナムコエンターテインメント名誉相談役）が死去。満91歳没[20]。
  - 4月3日 - テクニカルセンターを新会社「バンダイナムコテクニカ」に分社[21][22]。
  - 7月14日 - 国内最大級となるVR体感施設『VR ZONE SHINJUKU』を新宿にオープン[23]。
  - 8月3日 - ドリコムとの共同出資の新会社である「BXD」を設立[24][25]。
- 2018年
  - 2月9日 - セガ・インタラクティブ、コナミアミューズメントとの間で、アーケードゲーム用ICカードの仕様統一に合意[26][27][28]。
  - 4月1日 - アミューズメント機器事業部門を分割しナムコ（同日付でバンダイナムコアミューズメントに商号変更）に承継[29][30][31]。
  - 10月1日 - ゲームアプリなどネットワークサービス運営機能を分社し、「バンダイナムコネットワークサービス」を設立[32]。
- 2019年
  - 4月1日 - 遊技機関連事業を「バンダイナムコセブンズ」へ分社[33]。
  - 8月27日 - B.LEAGUEチーム「島根スサノオマジック」を運営する山陰スポーツネットワークの株式56.5%を取得し子会社化[34]。
- 2020年
  - 3月31日 - ドリコムよりBXDの全株式を譲受し同社を完全子会社とする[35]。
  - 6月25日 - 電通グループと協業し、インディーゲームパブリッシング事業やクリエイターマネジメント事業を行うPhoenixxと資本業務提携契約を締結する[36]。
- 2022年
  - 7月1日 - ILCAと共同でハイエンドゲームの企画・開発・運営を行う合弁会社「バンダイナムコエイセス」を設立[37]。
- 2025年
  - 4月1日 - バンダイナムコオンラインを吸収合併[38]。クリーク・アンド・リバー社との合弁会社「URS Games」を設立[39]。

## ナムコット
ナムコ時代の1984年、家庭用ゲーム機・パソコン向けゲームソフト・玩具の統一ブランドとして、「ナムコット(namcoT)」を発足。
元ナムコ所属の中潟憲雄によると、「T」は「Tomorrow」を意味し、また強調のため大文字表記となった。「Tomorrow」はウォルト・ディズニー・ワールド・リゾートにある4つのディズニーパークのひとつ「エプコット」のコンセプト「実験的未来都市」"Experimental Prototype Community of Tomorrow"に由来する。
1984年にMSX向けゲームソフト『パックマン』が発売され、これがナムコットブランドの第1作となる。また同時期、ナムコが開発した福祉向け会話補助装置『トーキングエイドα』『トーキングエイドαII』は、namconブランドで発売された。
以降、ファミリーコンピュータ、スーパーカセットビジョン、ゲームボーイ、MSX2、スーパーファミコン、PCエンジン、メガドライブ（メガCD）、ゲームギア、PlayStation用の各ゲームソフトが、ナムコットブランドで発売された。また玩具の「エモーショナル・トイ」シリーズや、ファンタジーボードゲームシリーズ（『ドルアーガの塔』『パックランド』『ドラゴンバスター』の3種）などもナムコットの商品とされている。
1995年3月31日発売のPlayStation版『鉄拳』を最後に、以降はナムコブランドに統一された。なお同年10月20日発売の『ギアスタジアム平成版』は例外的にナムコットのロゴが使われており、実質的なナムコット最終タイトルとなっている。

### 広報
1985年6月、小売り店に設置するチラシ「ナムコットニュース」を創刊。後にハガキサイズの小冊子となり、ファミリーコンピュータ末期ごろまで配布された。ほかにもCMやテレホンサービス「ナムコット情報局」などが宣伝に使われ、テレホンサービスは最盛期には6回線（東京・札幌・横浜・京都・大阪・高松）展開されていた。
広報担当者には、当時ブームが起きていたファミコン名人の河野名人を擁していた。後にサラリーマン1号〜3号などの広報担当者もメディアに露出した。

## 旧ナムコのキャッチコピー
- 「オモいカルチャーをオモチャーと言う」
- 「自宅で遊べるナムコット」

ナムコ時代のロゴ

上記2つは最初期のCMで、1984-85年頃のパックマン、ゼビウス等といったファミコンソフト発売時に放映されたもの。CM曲には細野晴臣の「Non Standard Mixture」の一部が使われており、細野自身もCMに出演していた。
- 「クーソーは、頭のコヤシです」
- 「クーソーしてから、寝てください」
- 「2001年の大人（クリエイター）達へ」
- 「遊びをクリエイトするナムコ」

最後のキャッチコピー「遊びをクリエイトするナムコ」は、以後もナムコブランドのゲームのパッケージのロゴ付近にあしらわれ、2014年のBNGIへのブランド統合まで長く親しまれた。
- 「集まれ前科者」、「大学8年生に届いた採用通知[注 6]」、「『C』が多くてもいいじゃないか」、「■肉■食は、弱肉強食か、焼肉定食か」（求職者向け会社案内より）

## ゲームタイトル
バンダイ・ナムコ・バンプレストのゲーム部門を統合する前から各社でゲームソフトの開発が続けられていたため、2006年から2009年3月までは旧バンダイ・旧ナムコ・旧バンプレストのロゴをそれぞれバンダイレーベル、ナムコレーベル、バンプレストレーベルと称し、便宜的な名義（ブランド名）として使用していた。（アーケードゲームにおいては、2014年3月までナムコレーベル、およびバンダイナムコゲームスレーベルの二つが使用されていた）。公式サイトへのレーベル表示を廃止した、2009年4月以降も2013年までパッケージ表面・ゲームソフト起動時に表示するロゴマークについては、前述の戦場の絆等一部アーケード作品を除き、各レーベルのものを引き続き使い分けていたが、2014年以降は一部を除き家庭用作品も、バンダイナムコゲームスレーベル→2015年の社名変更以降はバンダイナムコエンターテインメントレーベルのみが用いられるようになった。

### レーベルの変更
一部のゲームは、移植版や続編が登場する際、レーベルが変更される場合がある。以下がその一例である。
- 『ゲームセンターCX 有野の挑戦状』（ナムコレーベル）：続編『ゲームセンターCX 有野の挑戦状2』よりバンダイレーベルへ移行
- 『機動戦士ガンダム vs.シリーズ』（アーケードゲーム、旧バンプレスト・バンプレストレーベル、エクストリームバーサス以降はバンダイナムコゲームスレーベル）：家庭用版はバンダイレーベルで発売
- 『機動戦士ガンダム 戦場の絆』（アーケードゲーム、旧バンプレスト、Rev2.0よりバンダイナムコゲームスレーベル）：PSP版はバンダイレーベルで発売
- 『魔法少女リリカルなのはA's PORTABLE -THE BATTLE OF ACES-』（ナムコレーベル）：続編『魔法少女リリカルなのはA's PORTABLE -THE GEARS OF DESTINY-』はバンプレストレーベルに変更
- 『魔法少女まどか☆マギカ ポータブル』（バンプレストレーベル）：『劇場版 魔法少女まどか☆マギカ The Battle Pentagram』はナムコレーベルに変更

## 出身者
- 岩谷徹（東京工芸大学芸術学部ゲーム学科教授）
- 遠藤雅伸（東京工芸大学芸術学部ゲーム学科教授、株式会社ゲームスタジオ相談役）
- 中潟憲雄（有限会社デジフロイド代表取締役）
- 細江慎治（株式会社スーパースィープ代表取締役）
- 佐宗綾子（株式会社スーパースィープ取締役）
- 大久保良一（株式会社トムキャットシステム代表取締役）
- 高橋由紀夫（株式会社トムキャットシステム取締役）
- 鈴木宏治（株式会社ノイズ代表取締役）
- 岩崎拓矢（株式会社ILCA代表取締役）

## 関連会社
- バンダイナムコグループ
- バンダイナムコホールディングス
- バンダイナムコスタジオ
- バンダイナムコテクニカ
- バンダイ
- ナムコ・テイルズスタジオ
- BANDAI SPIRITS
- バンダイナムコフォージデジタルズ
- ベック
- バンダイナムコアミューズメント
- ロケットスタジオ
- バンダイナムコ島根スサノオマジック

## 著作権表記
経営統合後の同社の各ゲーム作品の著作権表記は「©NBGI」（家庭用ゲーム機）または「©NAMCO BANDAI Games Inc.」（アーケードゲーム機）に統一されていた。また、2011年以降の旧ナムコレーベルの一部のゲームソフトでは、「©NAMCO BANDAI Games Inc.」が用いられることがあった(旧バンダイレーベル、旧バンプレストレーベルは引き続き「©NBGI」のまま用いられた)。2014年4月に社名表記が変更されてから「バンダイナムコエンターテインメント」に社名変更する前までは家庭用・アーケードを問わず「©BANDAI NAMCO Games Inc.」が用いられるようになり、「©BNGI」の方は省略形にとどまっている。
ただし、全ての『ガンダムシリーズ』系のゲーム作品には存在しない（『ガンダム』以外のサンライズ及びバンダイナムコピクチャーズ制作のゲーム作品を除く）。これは『コンパチヒーローシリーズ』、『スーパーロボット大戦シリーズ』、『Another Century's Episode』シリーズも同様であり、また、『IVY THE KIWI?』や3DS版『テトリス』、ディズニーのゲーム作品にも同様である。

## その他
同社が経営統合後の2008年4月以前は提供クレジットでは「バンダイ」と「ナムコ」であり、後者のレーベルのみ「バンダイナムコゲームス」の提供クレジットを使用することがあった。同年4月以降「バンプレスト」から移管され、正式に全てのレーベルで「バンダイナムコゲームス」の提供クレジットが表示されるようになった。なお、2009年3月まではバンダイナムコゲームスのロゴをCMで使用するのはごく稀であり、通常はバンダイ・ナムコ・バンプレストの各社のロゴで表示されていたが、同年4月以降はサイト統合により、前述の戦場の絆等一部のアーケード作品ではバンダイナムコゲームスレーベルを使用している。一部の雑誌やネット上などでは「バンダイナムコゲームズ」と誤植されることがある。また、作品に対する登録商標または商標のマーク表示は、旧ナムコが1990年代から行うようになった。
合併以降レーベル統合後の2014年現在においても、旧ナムコおよびナムコレーベルの流れを汲むオリジナルタイトルにのみ慣例的に行われている。ただ、任天堂製ハード向けの作品に対してのみ、パッケージ裏面に「Produced by 株式会社バンダイナムコゲームス」とメーカー名が記載されているにもかかわらず、表面の下部に「発売元：株式会社バンダイナムコゲームス」と二重に記載している。また、Amazon.co.jpにおけるメーカー名表記は、2010年半ばまでは当該レーベル毎であったが、同年以降バンダイナムコゲームスで統一された。
2007年から2016年2月1日まで入居していた旧本社ビルの元になった旧品川パナソニックビルは、1992年に松下電器産業によって建設されたもので、周辺にビルの日陰を作らないように配慮された結果、台形の外観となった。2006年3月に地元の不動産業者に売却された。旧本社ビルは旧本社における営業最終日当日から解体工事が開始され、跡地にはマンションが建設される予定となっている。

### サウンドロゴ
2014年になって、TVCMの最後にサウンドロゴを導入した。内容は白バックで画面中央にメーカーロゴを表示し、「バンダイナムコ」というナレーションが入る。このナレーションの担当は通常のものでは声優の高橋信だが、CMによってはそのゲームの登場キャラクターが担当するものも多い。2022年3月まではこのパターンを使用し、2022年4月のコーポレートロゴの変更からサウンドロゴも変更になった。複数の色の枠が中央に集まって「バンダイナムコ♪」とも聞こえる5つの単音と共に新しいバンダイナムコグループのロゴを形成する。サウンドはバンダイナムコスタジオのサウンドチームが手がけ、当社以外のバンダイナムコを社名に冠するグループ会社の商品・サービス関連のプロモーション映像やCMでも使用する。

## 新規開発事業
- Kid'sきずな事業 - 絵本『みのりちゃんのすてきなおうち』の出版と『きずなstyle』[52]の運営。
- ハッスル倶楽部 - アーケードゲームをベースとしたリハビリテーション機器の開発・販売。（旧）ナムコの新規開発事業として開始され、2006年のNBGI設立時に一旦ナムコ（2代）へ移管されたが、2009年に再譲受したものの、2013年3月に撤退（修理などのサポートは継続）。「トーキングエイド」シリーズはバンダイナムコの元社員が設立した株式会社ユープラスが継承[53]。